# Aeropuerto de Esauira-Mogador
El Aeropuerto de Esauira-Mogador (en árabe: مطار الصويرة موكادور) (IATA: ESU, OACI: GMMI) es un aeropuerto internacional que sirve a Esauira (antes conocida como Mogador), una ciudad en la región de Marrakech-Safi, en Marruecos. El aeropuerto se encuentra a 15 kilómetros del centro de la ciudad.

## Instalaciones
El aeropuerto se encuentra a una altura de 117 metros sobre el nivel del mar. Tiene una pista designada como 16/34 con una superficie de asfalto/betún de 2100 por 45 metros.

## Aerolíneas y destinos

### Destinos nacionales
| Ciudades  | Aeropuerto                       | Aerolíneas |
| Marruecos | Marruecos                        | Marruecos  |
| --------- | -------------------------------- | ---------- |
| Tánger    | Aeropuerto de Tánger-Ibn Battuta | Ryanair    |

### Destinos internacionales
| Ciudades por países | Nombre del aeropuerto                          | Aerolíneas                                             |
| Europa              | Europa                                         | Europa                                                 |
| ------------------- | ---------------------------------------------- | ------------------------------------------------------ |
| Alemania            |                                                |                                                        |
| Weeze               | Aeropuerto de Baja Renania                     | Ryanair                                                |
| Bélgica             |                                                |                                                        |
| Charleroi           | Aeropuerto de Charleroi Bruselas-Sur           | Ryanair                                                |
| España              |                                                |                                                        |
| Madrid              | Aeropuerto Adolfo Suárez Madrid-Barajas        | Ryanair                                                |
| Barcelona           | Aeropuerto Josep Tarradellas Barcelona-El Prat | Vueling (inicia el 3 de julio de 2025)                 |
| Sevilla             | Aeropuerto de Sevilla                          | Vueling (inicia el 4 de octubre de 2025)               |
| Francia             |                                                |                                                        |
| Beauvais            | Aeropuerto de Beauvais-Tillé                   | Ryanair (inicia el 31 de marzo de 2025)                |
| Burdeos             | Aeropuerto de Burdeos-Mérignac                 | EasyJet                                                |
| Lyon                | Aeropuerto de Lyon-Saint Exupéry               | EasyJet (Estacional) (inicia el 4 de junio de 2025)    |
| Marsella            | Aeropuerto de Marsella-Provenza                | Ryanair                                                |
| Nantes              | Aeropuerto de Nantes Atlantique                | Transavia (Estacional) (inicia el 11 de julio de 2025) |
| París               | Aeropuerto de París-Orly                       | Transavia                                              |
| Reino Unido         |                                                |                                                        |
| Londres             | Aeropuerto de Londres-Stansted                 | Ryanair                                                |